# Джибріль Сумаре
Джибріль Сумаре (фр. Djibril Soumaré, нар. 7 січня 2003, Дакар) — сенегальський футболіст, півзахисник португальського клубу «Насіунал», у якому грає в оренді з іншого португальського клубу «Брага».

## Ігрова кар'єра
Джибріль Сумаре народився 2003 року в місті Дакар. Розпочав займатися футболом у школі клубу «Сахель Атлантік», пізніше перебрався до Португалії до школи клубу «Брага». У 2023 році сенегальця перевели до основної команди клубу, утім протягом сезону футболіст грав переважно за другу команду клубу «Брага Б», і в 2024 року керівництво клубу віддало Сумаре в оренду до іншого португальського клубу «Насіунал».

## Титули і досягнення
- Володар Кубка португальської ліги (1):

Брага: 2023-24